# Madison Kocian
Pour les articles homonymes, voir Kocian.
Madison Kocian (née le 15 juin 1997 à Dallas) est une gymnaste artistique américaine.

## Palmarès

### Jeux olympiques
- Rio 2016
  -  médaille d'or au concours général par équipes
  -  médaille d'argent aux barres asymétriques

### Championnats du monde
- Glasgow 2015
  -  médaille d'or au concours par équipes
  -  médaille d'or aux barres asymétriques
- Nanning 2014
  -  médaille d'or au concours par équipes